# Дэви, Надя
Надя Дэви (англ. Nadia Davy; род. 24 декабря 1980, Ямайка) — ямайская легкоатлетка (бег на короткие дистанции), бронзовый призёр летних Олимпийских игр 2004 года в Афинах.

## Биография
Дэви родилась на Ямайке, но выросла в Бриджтоне (штат Нью-Джерси). Она окончила среднюю школу Бриджтона в 1999 году. В годы учёбы она установила рекорд своей школы, пробежав 400 метров за 54,04 с. За время учёбы она завоевала шесть национальных титулов.
Дэви поступила в Университет штата Луизиана. Она была семикратной чемпионкой США и в настоящее время держит школьный рекорд на дистанции 400 метров среди женщин со временем 50,66 секунды, который она установила в 2003 году на младшем курсе.
Дэви попала в олимпийскую сборную Ямайки 2004 года после того, как заняла первое место на дистанции 400 метров (50,76 с) на национальном чемпионате в Кингстоне (Ямайка).
На Олимпиаде она принимала участие в двух дисциплинах: беге на 400 метров и эстафете 4×400 метров. 400 метров она пробежала за 52,04 с и заняла 4-е место. Она выиграла бронзовую медаль в эстафете 4×400 метров (3:22:00), пробежав третий этап за 50,24 с.